# Allosquilla
Allosquilla is een geslacht van kreeftachtigen uit de klasse van de Malacostraca (Hogere kreeftachtigen).

## Soorten
- Allosquilla africana (Manning, 1970)
- Allosquilla varicosa (Komai & Tung, 1930)